# Saint-Martin-d’Abbat
Saint-Martin-d'Abbat – miejscowość i gmina we Francji, w Regionie Centralnym, w departamencie Loiret.
Według danych na rok 1990 gminę zamieszkiwało 968 osób, a gęstość zaludnienia wynosiła 25 osób/km² (wśród 1842 gmin Regionu Centralnego Saint-Martin-d'Abbat plasuje się na 411. miejscu pod względem liczby ludności, natomiast pod względem powierzchni na miejscu 189.).